# Vibeke
Vibeke är ett kvinnonamn med tyskt eller nederländskt ursprung . Det är en diminutivform av Wiabe och Wieba, som var en kortform av andra namn som börjar på wig- med betydelsen ’kamp’, ’strid’.
Namnet är ovanligt i Sverige. Endast någon enstaka flicka varje år får namnet som tilltalsnamn. Den 31 december 2009 fanns det totalt 627 personer i Sverige med namnet, varav 324 med det som tilltalsnamn. År 2003 fick 2 flickor namnet, varav 1 fick det som tilltalsnamn. Namnet är vanligare i Norge och Danmark.
Namnsdag för både Vibeke och Viveka: 16 november (sedan 2001, före dess fanns det från 1986 på 12 mars).

## Varianter
- Vibecke
- Vibekke
- Wibeke
- Vibeka
- Wibekke

## Kortformer
- Vibe
- Viben

## Personer med namnet Vibeke
- Vibeke Bjelke, dansk regissör
- Vibeke Falk, norsk skådespelare
- Vibeke Hastrup, dansk skådespelare
- Hanne-Vibeke Holst, dansk författare
- Vibeke Kruse, dansk mätress
- Vibeke Løkkeberg, norsk regissör
- Vibeke Olsson, författare
- Vibeke Skofterud, norsk skidåkare
- Vibeke Vasbo, dansk författare och feminist
- Vibeke Windeløv, dansk filmproducent